# Litoria staccato
Litoria staccato – opisany w 2007 roku gatunek australijskiego płaza bezogonowego z podrodziny Pelodryadinae w rodzinie rzekotkowatych (Hylidae).

## Rozmieszczenie geograficzne i siedlisko
Płaz zamieszkuje wyżynę Kimberley na północnym zachodzie Australii (północna część stanu Australia Zachodnia) oraz kilka przybrzeżnych wysp. Zamieszkuje głównie rejony, w których działalność człowieka jest ograniczona. Uważa się, że naturalny zasięg występowania gatunku jest dość niewielki, ale z uwagi na niedostępność tych terenów niewykluczone, że może on występować wszędzie na wyżynie Kimberley, a być może także na terenach położonych bardziej na wschodzie, w Terytorium Północnym.

## Rozmnażanie
Osobniki tego gatunku preferują rozród w płytkich, istniejących tylko czasowo zbiornikach wodnych na płaskich platformach skalnych, a także w niewielkich potokach.

## Status
Płaz występuje dość obficie, zwłaszcza w odpowiednim dla siebie środowisku. Trend liczebności populacji tego gatunku oceniany jest jako stabilny.
IUCN nie wymienia żadnych większych zagrożeń dla gatunku, tym bardziej że zamieszkuje on tereny chronione, jak Parry's Lagoon Nature Reserve czy też Prince Regent National Park.